# Denkmalliste der Stadt Dortmund

Denkmalplakette des Landes Nordrhein-Westfalen. Sie sollte an den Baudenkmalen gut sichtbar angebracht werden.

Die Denkmalliste der Stadt Dortmund ist die Denkmalliste, in der die denkmalgeschützten Kulturdenkmale Dortmunds eingetragen sind. Sie umfasste am 14. April 2014 insgesamt 1015 Kulturdenkmale; davon waren 987 Baudenkmale, 21 Bodendenkmale und 6 bewegliche Denkmale. Hinzu kommt ein Denkmalbereich.

## Hintergrund

### Geschichte Dortmunds

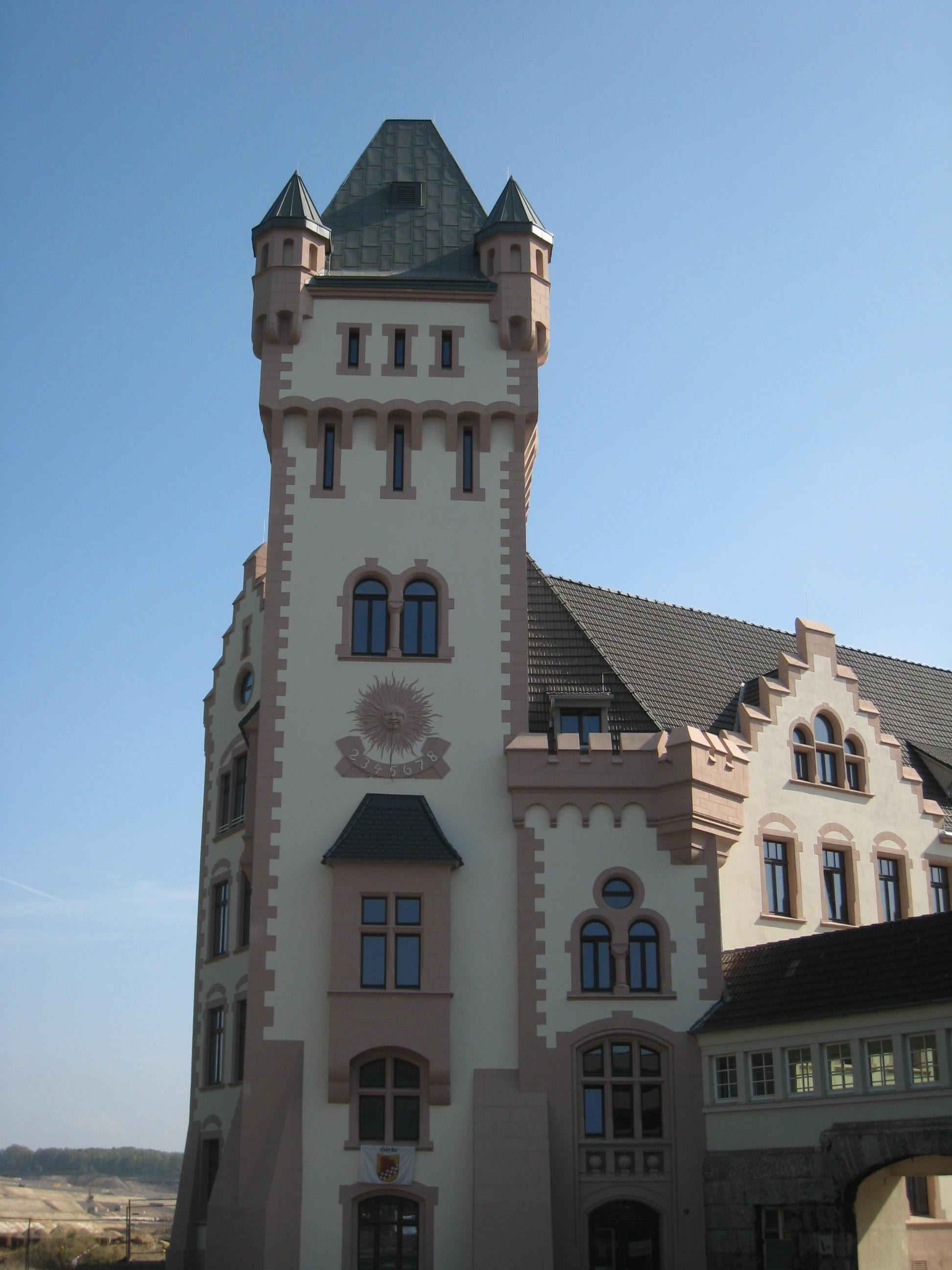
Bau- und Bodendenkmal Hörder Burg – erst Adelssitz, dann Stahlwerk, heute Sparkassenakademie

Menschliche Siedlungsspuren reichen auf Dortmunder Gebiet bis in die Jungsteinzeit zurück. Urkundliche Erwähnungen beginnen 775 mit der Eroberung der Syburg durch Karl den Großen. Dortmund geht vermutlich auf eine karolingische Reichshofgründung zurück. Die erste Erwähnung des Ortsnamens datiert auf die Zeit zwischen 880 und 884; einige der heutigen Stadtteile wie beispielsweise Aplerbeck, Brackel, Huckarde oder Oespel weisen ein ähnlich hohes Alter auf.
Mit dem Herrschaftswechsel von den Karolingern zu den Ottonen entwickelte sich Dortmund zur Königspfalz. Damit siedelten sich Handwerker und Händler in Dortmund an; Münzfunde aus der Zeit zwischen 983 und 1106 deuten auf eine frühe Fernhandelstätigkeit Dortmunder Kaufleute hin. Der Kölner Erzbischof Friedrich von Schwarzenburg zerstörte 1114 die Stadt, nach dem Wiederaufbau zerstörte sie der Sachsenherzog Lothar von Supplinburg 1115 erneut. Unter Friedrich Barbarossa entstand eine neue Pfalz. Dortmund entwickelte sich in der Folge zur Reichsstadt, während die Umgebung zunehmend unter märkischen und teils kölnischen Einfluss geriet.
Die Kaufleute der Stadt schlossen sich der Hanse an. Diese entwickelte sich zu einem Städtebündnis, dessen westfälischer Vorort Dortmund war. Im Jahr 1232 zerstörte ein Brand große Teile der Stadt. In den folgenden Jahrzehnten erlebte Dortmund eine erste Blüte. Erst als der „Schwarze Tod“ 1350 Dortmund erreichte, kam es zu einem leichten Einbruch. Der Reichtum der Stadt weckte weiterhin Begehrlichkeiten der umliegenden Territorialherrscher. In der Dortmunder Fehde von 1388 konnte sich die Stadt einer Eroberung durch eine Koalition unter märkischer und kölnischer Führung widersetzen, musste sich allerdings hoch verschulden. Der Wohlstand der Stadt hielt aber an und fand Ausdruck in zahlreichen Kulturleistungen.
Anfang bis Mitte des 15. Jahrhunderts kam es immer wieder zu Seuchenausbrüchen, die die Einwohnerzahl stark dezimierte. Im Zuge der Soester Fehde gab es Unruhen und Zerstörungen in der Stadt. Mit Beginn des Überseehandels setzte ein Strukturwandel ein, der zum Niedergang der Hanse und Dortmunds führte. Dortmund konnte aber die Reichsfreiheit behaupten und erhielt sogar die volle Herrschaft über die Grafschaft Dortmund.
Im 16. Jahrhundert kam es zu konfessionellen Auseinandersetzungen, an deren Ende sich in Dortmund die lutherische Konfession durchsetzte. Der endgültige Niedergang Dortmunds zur Ackerbürgerstadt setzte mit dem Dreißigjährigen Krieg ein, die Stadt wurde nach mehreren erfolglosen Belagerungen 1632 erobert. Während der Besetzung kam es zu häufigen Plünderungen und der Erlahmung des Wirtschaftslebens, Seuchen verringerten die Einwohnerzahl auf ein Drittel.
Erst Ende des 18. Jahrhunderts führte die Sonderstellung als Reichsstadt im nun preußischen Gebiet zu einem leichten Aufstieg Dortmunds, nach dem Reichsdeputationshauptschluss wurde Dortmund jedoch ebenfalls preußisch. Kohleförderung und Stahlverarbeitung leiteten in Dortmund zur Mitte des 19. Jahrhunderts die Industrialisierung ein. Die Bevölkerungszahlen stiegen rapide an: umgerechnet auf das heutige Stadtgebiet stieg die Einwohnerzahl von 31.211 im Jahr 1843 auf 379.950 im Jahr 1905. Das Industriezeitalter veränderte das Aussehen der Städte und Gemeinden nachhaltig, zwischen 1905 und 1929 wurden die umliegenden Orte nach Dortmund eingemeindet und die Stadt erhielt ihre heutige Ausdehnung.
Während des Zweiten Weltkriegs war Dortmund als Industriestandort Ziel britischer Luftangriffe, bei insgesamt acht Großangriffen zwischen 1943 und 1945 wurden etwa 95 % der Bausubstanz im Stadtkern zerstört. Nach dem Krieg gab es Überlegungen, die Stadt an anderer Stelle neu zu errichten, der Wiederaufbau vollzog sich jedoch schneller. Die Stadtplanung zielte darauf ab, ausreichend Wohnraum zu schaffen und den Wiederaufbau voranzutreiben, später orientierte sie sich am Ideal der autogerechten Stadt.
Ab den 1950ern setzte ein Strukturwandel ein, der bis heute anhält. Durch die damit verbundene Deindustrialisierung gingen rund 90.000 Arbeitsplätze verloren, die letzte Zeche schloss 1987. Während der Internationalen Bauausstellung Emscher Park von 1989 bis 1999 wurden ehemalige Industrieanlagen zu Kulturdenkmalen umgewandelt. Diese Industriedenkmale sind heute über die Route der Industriekultur erschlossen, in Dortmund etwa durch die Themenroute 6 – Dortmund: Dreiklang Kohle, Stahl und Bier. Im Jahr 2010 war Dortmund Teil der RUHR.2010 – Kulturhauptstadt Europas unter dem Motto „Wandel durch Kultur – Kultur durch Wandel“.

### Denkmalwesen in Dortmund

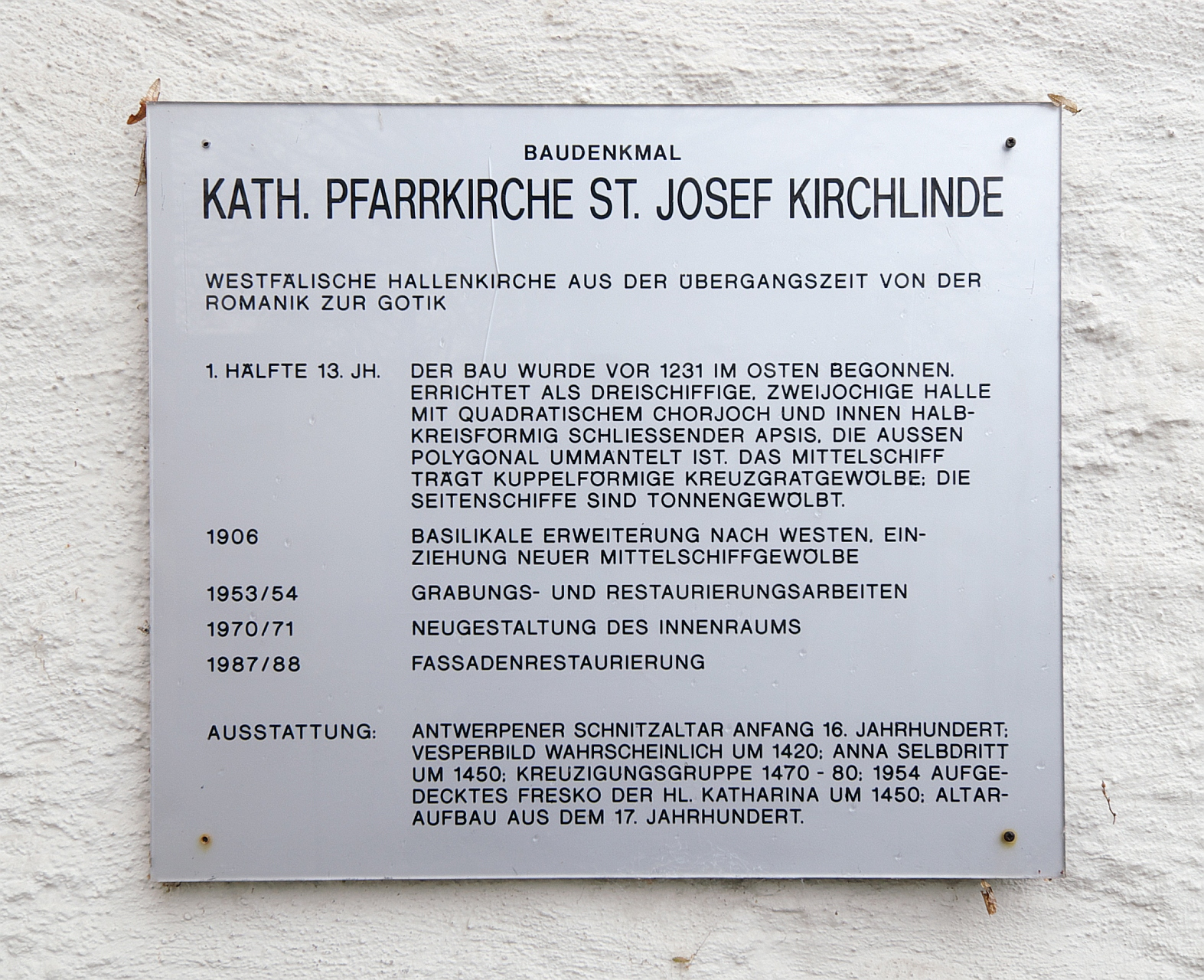
Hinweisschild an der katholischen Pfarrkirche St. Josef Kirchlinde mit Informationen zur Baugeschichte und Ausstattung. Derartige Informationstafeln finden sich an einigen Dortmunder Baudenkmalen.

Gemäß dem Gesetz zum Schutz und zur Pflege der Denkmäler im Lande Nordrhein-Westfalen (Denkmalschutzgesetz Nordrhein-Westfalen, DSchG NRW) bildet die Stadt Dortmund die Untere Denkmalbehörde für Dortmund, als Obere Denkmalbehörde fungiert die Bezirksregierung Arnsberg. Die Stadt Dortmund hat dazu eine Denkmalbehörde beim Stadtplanungs- und Bauordnungsamt eingerichtet.
Die Untere Denkmalbehörde hat eine Denkmalliste zu führen. Diese ist in Dortmund nach den Stadtbezirken Aplerbeck, Brackel, Eving, Hombruch, Hörde, Huckarde, Innenstadt-Nord, -Ost, -West, Lütgendortmund, Mengede und Scharnhorst unterteilt. Die Liste der Baudenkmale basiert im Wesentlichen auf der Liste des nordrhein-westfälischen Kultusministers von 1979. Nach der Verabschiedung des Denkmalschutzgesetzes in Nordrhein-Westfalen stellte der Rat der Stadt Dortmund am 30. Juni 1983 eine erste Denkmalliste auf, die in den folgenden Jahren mehrfach ergänzt und verändert wurde.
Die Eintragung von Kulturdenkmalen in diese Listen erfolgt im Benehmen mit dem Landschaftsverband Westfalen-Lippe (LWL), der auch eine fachliche Beratung durch die LWL-Denkmalpflege, Landschafts- und Baukultur in Westfalen und die LWL-Archäologie für Westfalen bietet. Seit dem 29. März 1984 entscheidet der Rat der Stadt Dortmund über Änderungen an der Denkmalliste. Ausgenommen davon sind Denkmale im Eigentum des Landes Nordrhein-Westfalen und der Bundesrepublik Deutschland, über deren Eintragung die Bezirksregierung Arnsberg entscheidet.

## Denkmalliste
Die Liste umfasst die Listennummer der Denkmalbehörde der Stadt Dortmund, falls vorhanden den Namen, sonst kursiv den Gebäudetyp, falls vorhanden die Adresse, den Stadtbezirk, in dem das Denkmal liegt und falls vorhanden eine Fotografie des Denkmals. Der Name entspricht dabei der Bezeichnung durch die Denkmalbehörde der Stadt Dortmund. Abkürzungen wurden zum besseren Verständnis aufgelöst, die Typografie an die in der Wikipedia übliche angepasst und Tippfehler korrigiert. Die hier aufgeführte Liste gibt die Denkmalliste vom 27. Oktober 2008 wieder.

### Baudenkmale
Baudenkmale sind „Denkmäler, die aus baulichen Anlagen oder Teilen baulicher Anlagen bestehen“. Die Denkmalliste der Stadt Dortmund umfasst 988 Baudenkmale, darunter 479 Wohnhäuser, Villen oder Wohnsiedlungen, 137 Wohn- und Geschäftshäuser, 130 landwirtschaftliche Gebäude, 61 Sakralbauten, 52 öffentliche Gebäude, 41 Kleindenkmale, 29 Industrieanlagen, 22 Friedhöfe oder Parkanlagen, 16 Geschäftshäuser, zwölf Adelssitze sowie neun Verkehrsanlagen. Von den insgesamt 988 Baudenkmalen befinden sich 243 im Stadtbezirk Innenstadt-West, 117 in der Innenstadt-Nord, 108 in der Innenstadt-Ost, 103 in Hörde, 79 in Mengede, 63 in Lütgendortmund, je 60 in Aplerbeck und Hombruch, 43 in Eving, 41 in Brackel, 37 in Huckarde sowie 34 in Scharnhorst.

### Bodendenkmale
Bodendenkmale sind „bewegliche oder unbewegliche Denkmäler, die sich im Boden befinden oder befanden“. Die Denkmalliste der Stadt Dortmund umfasst 21 Bodendenkmale, darunter zehn ehemalige Befestigungs-/Burganlagen oder Adelssitze, fünf bergbaugeschichtliche Stätten sowie je zwei vorgeschichtliche Siedlungsspuren und ehemalige Sakralbauten. Von den insgesamt 21 Bodendenkmalen befinden sich fünf im Stadtbezirk Hörde, vier in Aplerbeck, je drei in Huckarde und in der Innenstadt-West, je zwei in Mengede und in Scharnhorst sowie je eins in Brackel und in Hombruch. In den Stadtbezirken Eving, Innenstadt-Nord, -Ost und Lütgendortmund sind keine Bodendenkmale eingetragen.
| Listennummer | Name                                                         | Adresse(n)                                                                                          | Stadtbezirk     | Foto                                   |
| ------------ | ------------------------------------------------------------ | --------------------------------------------------------------------------------------------------- | --------------- | -------------------------------------- |
| B 0001       | Hohensyburg                                                  | Hohensyburg                                                                                         | Hörde           | Hohensyburg – Kaiser-Wilhelm-Denkmal   |
| B 0002       | mittelalterliche Stadtbefestigung                            | Burgwall Hiltropwall Hoher Wall Königswall Ostwall Schmiedingstraße Schwanenwall Südwall Wallstraße | Innenstadt-West | Fundamente des Adlerturms              |
| B 0003       | Bergbauhistorische Stätten                                   | Hengsteystraße                                                                                      | Hörde           | Pinge der Zeche Graf Wittekind         |
| B 0004       | Grabhügel im Schwerter Wald                                  | Berghofer Straße                                                                                    | Aplerbeck       |                                        |
| B 0005       | Haus Mengede                                                 | Waltroper Straße 2–10                                                                               | Mengede         | Grundmauern Haus Mengede               |
| B 0007       | Landwehr und Grenzwall                                       | Berghofer Straße                                                                                    | Aplerbeck       |                                        |
| B 0009       | Oberhof und Kirche, Huckarde                                 | Marienstraße                                                                                        | Huckarde        |                                        |
| B 0010       | Burgstelle Huckarde                                          | Roßbachstraße                                                                                       | Huckarde        |                                        |
| B 0011       | Alter Marktbrunnen                                           | Alter Markt                                                                                         | Innenstadt-West | DortmundAlterMarkt                     |
| B 0012       | Haus Rodenberg                                               | Rodenbergstraße                                                                                     | Aplerbeck       | Haus Rodenberg                         |
| B 0013       | ehemaliger Steinbruch Schüren                                | Gasenbergstraße                                                                                     | Aplerbeck       |                                        |
| B 0014       | Haus Kurl                                                    | Kurler Straße 154                                                                                   | Scharnhorst     | Haus Kurl                              |
| B 0015       | Bergbahn Hohensyburg                                         | Hohensyburg                                                                                         | Hörde           | Bergbahn Hohensyburg um 1908           |
| B 0016       | Spitzkegelhalden                                             | Hallerey / Höfkerstraße                                                                             | Innenstadt-West |                                        |
| B 0017       | Gut Steinhausen                                              | Steinhauser Weg                                                                                     | Hörde           | Haus Steinhausen                       |
| B 0018       | Haus Wischlingen                                             | Wischlinger Weg                                                                                     | Huckarde        | Haus Wischlingen um 1860               |
| B 0019       | neolithische und metallzeitliche Siedlungskammer Asseln-West | Asselner Hellweg                                                                                    | Brackel         |                                        |
| B 0020       | Kapelle Haus Westhusen                                       | Schloß-Westhusener-Straße                                                                           | Mengede         |                                        |
| B 0021       | Burg Hörde                                                   | Faßstraße / Hörder Burgstraße                                                                       | Hörde           | Ausgrabungen an der Hörder Burg        |
| B 0022       | Bergbaurelikte Bittermärker Wald                             | Hacheneyer Mark Im Ecke Olpkebach                                                                   | Hombruch        |                                        |
| B 0023       | Zeche Scharnhorst, Kirchderne                                | Wambeler Landwehr                                                                                   | Scharnhorst     | Mauer der ehemaligen Zeche Scharnhorst |

### Bewegliche Denkmale
Bewegliche Denkmale sind „alle nicht ortsfesten Denkmäler“. Die Denkmalliste der Stadt Dortmund umfasst sechs bewegliche Denkmale, davon befinden sich drei im Stadtbezirk Innenstadt-West sowie je eins in Aplerbeck, in Lütgendortmund und in Mengede. In den übrigen Stadtbezirken sind keine beweglichen Denkmale eingetragen.
| Listennummer | Name                                                     | Adresse               | Stadtbezirk     | Foto |
| ------------ | -------------------------------------------------------- | --------------------- | --------------- | ---- |
| C 0001       | Steinkreuz                                               | Jasminstraße 38       | Aplerbeck       |      |
| C 0002       | Ibach-Orgel                                              | Engelbertstraße 3     | Lütgendortmund  |      |
| C 0003       | historisches Mobiliar der Victoria-Apotheke in Wuppertal | Markt 4               | Innenstadt-West |      |
| C 0004       | Straßenbahntriebwagen Nr. 290                            | Mooskamp 23           | Mengede         |      |
| C 0005       | Straßenbahntriebwagen Nr. 292 mit Beiwagen 712           | Dorstfelder Hellweg 3 | Innenstadt-West |      |
| C 0006       | historisches Mobiliar der Löwen-Apotheke in Remscheid    | Markt 4               | Innenstadt-West |      |

### Denkmalbereich
Denkmalbereiche sind „Mehrheiten von baulichen Anlagen“, die nicht im Einzelnen Baudenkmale sein müssen. In Dortmund bildet die Siedlung Oberdorstfeld einen solchen Denkmalbereich. Insgesamt 72 der 510 Gebäude innerhalb der Siedlung sind wiederum Baudenkmale.
| Listennummer | Name          | Adressen | Stadtbezirk     | Foto                                                   |
| ------------ | ------------- | --- | --------------- | ------------------------------------------------------ |
| D 0001       | Oberdorstfeld | Am Rode 2–20 (gerade) Dickebankstraße 1–19, 21–30, 32–42 (gerade) Fritz-Funke-Straße 1–29, 31–37 (ungerade), 38–59 Hügelstraße 2–48 (gerade) Karlsglückstraße 1–46, 48 Knappenstraße 1–15, 13a, 17–28, 30–44 (gerade) Kometenstraße 1–14, 16–20 (gerade) Lange Fuhr 2–58 (gerade) Sengsbank 1–43 (ungerade) Wittener Straße 139–143 (ungerade), 145–154, 156–224, 226–292 (gerade) Zechenstraße 1–92, 94–134 (gerade), 144–150 (gerade) Zollvereinstraße 1–12 | Innenstadt-West | Häuser in der Siedlung Oberdorstfeld · Übersichtskarte |